# Autohaus Kath
Die Autohaus Kath GmbH war ein Autohandels- und Werkstattunternehmen mit Sitz in der schleswig-holsteinischen Stadt Rendsburg. Im Januar 2015 wurde das Unternehmen von der Emil Frey Gruppe Deutschland übernommen und firmiert seit September 2020 als Emil Frey Küstengarage.
Der Ursprung des Unternehmens lag in einer 1847 gegründeten Dorfschmiede am historischen Ochsenweg in Sorgbrück.
Mit der Kauf des Volkswagen Zentrum Flensburg vergrößerte der Kath-Stammbetrieb 2001 erstmals die Größe des Unternehmens. Seit dem 19. April 2002 lautete die Firmenbezeichnung Kath Autohaus GmbH & Co. KG. In Hamburg und Husum wurden 2002 und 2004 zwei weitere Betriebe aufgekauft. 2008 wurden zwei zahlungsunfähige Autohäuser in Kiel und Preetz sowie wenig später deren Stammbetrieb (Rahtje) in Bordesholm aufgekauft. 2010 übernahm die Kath-Gruppe in Kaltenkirchen und Henstedt-Ulzburg zwei insolvente Autohäuser.
Das Autohaus Kath betrieb Autohäuser in Bordesholm, Flensburg, Hamburg, Henstedt-Ulzburg, Heide, Husum, Kaltenkirchen, Kiel, Rendsburg und Preetz. Dort wurden Fahrzeuge der Marken Volkswagen, Škoda und Seat verkauft. Bis 2011 gehörten Audi-Neuwagen zum Markenportfolio. Der Vertrag wurde von Audi wegen angeblicher Vertragsverletzungen gekündigt.
Mit 11.200 verkauften Fahrzeugen (6.700 Neuwagen und 4.500 Gebrauchtwagen) belegte die Kath Gruppe 2011 den 29. Platz der 100 größten Neuwagen-Händlergruppen in Deutschland. Mit 9.500 verkauften Fahrzeugen gehörte das Unternehmen 2011 zu den erfolgreichsten Automobil-Händlergruppen Deutschlands.
Zum 2. Januar 2015 gingen alle Aktivitäten der Kath-Handelsgruppe auf die Emil-Frey-Gruppe über.